# Folge (Leutersdorf)
Folge ist ein Gemeindeteil von Leutersdorf im Landkreis Görlitz.

## Geografie

### Lage
Der Ortsteil Folge liegt im südlichen Teil des Landkreises im Neugersdorfer Lössrückengebiet in der Östlichen Oberlausitz. Die Häusergruppe befindet sich am nordwestlichen Fuß des Großen Steins über der vom Leutersdorfer Wasser durchflossenen Teichstätte des ehemaligen Seifenteiches. Westlich der Folge fließt des Grenzfischelgraben. Im Südwesten erhebt sich der Finkenberg, im Westen der Mönchsberg und der Hartheberg, im Nordwesten der Wacheberg. Nördlich führt die Bahnstrecke Mittelherwigsdorf–Varnsdorf–Eibau vorbei.

### Nachbarorte
| Niederleutersdorf | Josephsdorf                                 | Josephsdorf                     |
| Neuleutersdorf    | Kompassrose, die auf Nachbargemeinden zeigt | Neuspitzkunnersdorf, Wiesenthal |
| Seifhennersdorf   | Großschönau                                 | Spitzkunnersdorf                |

### Straßen
Der Ortsteil bildet das südwestliche Ende der Straße An der Zeile und endet am Wegkreuz zum Großen Stein im Nordosten der Gemeinde Seifhennersdorf.

## Geschichte
1780 errichtete ein Seifener Bauer ein einzeln stehendes Haus auf dem nordöstlichsten Flurstück der dem Rat zu Zittau gehörigen Gemarkung Seifhennersdorf nahe der Grenze zu böhmischen Exklave Niederleutersdorf. Die Einöde lag drei Kilometer von Seifhennersdorf entfernt über dem Seifenteich am alten Paschweg von Josephsdorf nach Warnsdorf. Später entstanden an der Stelle vier weitere Häuser. 1803 riss der Damm des Seifenteichs, er wurde nicht wieder aufgestaut. Durch den Haupt-Gränz- und Territorial-Recess zwischen dem Königreich Sachsen und Kaisertum Österreich vom 5. März 1848 kam die böhmische Exklave Niederleutersdorf am 12. März 1849 zu Sachsen, damit fiel die Staatsgrenze zwischen der Folge und Josephsdorf weg. Die Bewohner der Folge waren wegen der weiten Entfernung nach Seifhennersdorf kirchlich, schulisch und postalisch schon immer mit Leutersdorf verbunden.
Die Folge war bis 1956 ein Ortsteil von Seifhennersdorf. 1956 erfolgte zwischen den Gemeinden Seifhennersdorf und Leutersdorf eine Flurgrenzenverlegung, wobei Seifhennersdorf 31 ha am ehemaligen Seifenteich zwischen dem Grenzweg und der Bergwerkbrücke einschließlich des Ortsteils Folge an Leutersdorf abtrat.

### Verwaltungszugehörigkeit
1780: Budissiner Kreis, 1843: Landgerichtsbezirk Löbau, 1856: Gerichtsamt Großschönau, 1875: Amtshauptmannschaft Zittau, 1952: Kreis Zittau, 1994: Landkreis Löbau-Zittau, 2008: Landkreis Görlitz

### Einwohnerentwicklung
| Jahr | Einwohner |
| ---- | --------- |
| 1956 | 28        |

## Tourismus
Durch die Folge führen entlang des alten Paschweges der Oberlausitzer Ringweg und der Oberlausitzer Bergweg.

## Naturschutz
Südwestlich der Folge befindet sich zwischen dem Finkenberg, dem Großen Stein und Warnsdorfer Spitzberg ein Quellgebiet mit Restwäldchen, Flachmooren sowie Feucht- und Nasswiesen. Von den ehemals drei parallel verlaufenden Bächen ist heute nur noch der Grenzfischelgraben erhalten. Die beiden westlichen Bäche wurden verrohrt. Die Orchideenwiese am Grenzfischelgraben und der Großen Stein sind als Flächennaturdenkmäler ist auf den Listen der Naturdenkmale geführt.